# La Chapelle du Lou du Lac
La Chapelle du Lou du Lac község Franciaország Bretagne régiójában, Ille-et-Vilaine megyében. Új községként 2016. január 1-jén jött létre két korábbi község: La Chapelle-du-Lou és Le Lou-du-Lac egyesítésével. Lakosainak száma 1037 fő (2022. január 1.).

## Népesség
| Lakosok száma | 1003 | 1005 | 1011 | 1017 | 1025 | 1037 |
|               | 2017 | 2018 | 2019 | 2020 | 2021 | 2022 |